# Rugby Riviera (féminines)
Le Rugby Riviera est un club féminin de rugby à XV basé à Mira, en Vénétie. Fondé en 1995, c'est un des clubs les plus titrés d'Italie (six scudetti). Il évolue en deuxième division.
Les couleurs du club sont vert et marine. Son emblème est le loup.

## Histoire
La section féminine du Rugby Mira est fondée en 1995. L'inscription au championnat national n'arrive qu'en 1998, sous le nom de Riviera del Brenta, qui s'est alors séparé de la section masculine et est un club à part entière. Les deux clubs se réuniront pour former à nouveau une seule entité en 2015.
L'équipe va engranger de nombreux succès, se posant rapidement comme la seule rivale de ses voisines trévisanes qui régnaient jusqu'alors sans partage sur le rugby italien. Les deux clubs vont s'affronter au cours de onze finales consécutives, de 2003 à 2013. Sur cette période, le Riviera remporte six titres.
Cette période faste s'arrête brutalement avec l'émergence de nouvelles forces (d'abord Monza, puis le Valsugana entre autres), dans un contexte de développement extrêmement rapide du rugby féminin.
Illustration de ce déclin sportif : en 2019, le Riviera finit 9e de sa poule. Après l'interruption de deux ans du championnat due à la pandémie de Covid-19, l'équipe semble aller mieux, termine en tête de sa poule et se qualifie pour les barrages 2021-22. Mais comme une illustration du renouvellement des forces en présence, et alors qu'elles ont gagné le match aller 20-0, les filles du Riviera sont éliminées par le tout jeune club de Parabiago (25-0 au match retour).
Avec la création de la poule unique du championnat Eccellenza, le Riviera fait partie des clubs relégués dans la toute nouvelle deuxième division. La première saison s'achève avec seulement 3 victoires en dix matchs : l'équipe finit quatrième sur six, derrière la réserve du Valsugana.

## Palmarès
- 6 fois champion d'Italie :  2004, 2005, 2007, 2010, 2012, 2013

## Joueuses notables
- Valentina Schiavon
- Veronica Schiavon
- Valentina Ruzza